# 559 př. n. l.
Století: 7. století př. n. l. – 6. století př. n. l. – 5. století př. n. l.
Roky: 564 563 562 561 560 – 559 př. n. l. – 558 557 556 555 554

## Události
- Na thráckém Chersonésu se Miltiadés Starší stává tyranem.
- Achaimenovec Kýros II. přebírá vládu v anšanském království v Persidě; počátky perské říše.

## Hlava státu
Médská říše:
- Astyagés (Ištumegu)

Perská říše:
- Kýros II. (559 – 522 př. n. l.)

Egypt:
- Ahmose II. (26. dynastie)

Novobabylonská říše:
- Neriglissar